# Idiops yemenensis
Idiops yemenensis är en spindelart som beskrevs av Simon 1890. Idiops yemenensis ingår i släktet Idiops och familjen Idiopidae. Inga underarter finns listade i Catalogue of Life.